# اوشتبفرن
اوشتبفرن (به آلمانی: Ostbevern) یک شهر در آلمان است که در Warendorf واقع شده‌است. اوشتبفرن ۱۰٬۶۶۷ نفر جمعیت دارد.